# Ramón Freire

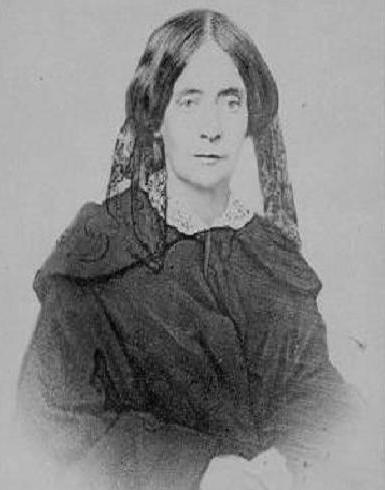
Manuela Caldera Mascayano, esposa de Ramón Freire y la Primera dama de la Nación.

Ramón Saturnino Andrés Freire y Serrano (Santiago, 29 de noviembre de 1787-Santiago, 9 de diciembre de 1851) fue un militar, general de caballería y dirigente chileno, perteneciente al llamado "bando pipiolo", que combatió durante la Guerra de independencia de su país, alcanzando el grado de capitán general. 
Se desempeñó en diversas oportunidades en la primera magistratura, con los cargos de director supremo, en 1823 y presidente de la República en dos ocasiones (la primera en carácter provisional y la segunda en carácter titular), en 1827. En el ejercicio de su cargo, tuvo que enfrentar las diferentes facciones que intentaban prevalecer en Chile, siendo finalmente derrotado por el bando dirigido por su enemigo político Diego Portales. Después de un periodo de exilio en Oceanía (Polinesia y Australia) donde también tuvo figuración, regresó a su país para vivir sus últimos años.
Como figura histórica, fue constantemente considerado tendenciosamente por la historiografía conservadora como poco hábil para el ejercicio de los cargos que se le encomendaron, viviendo constantemente a la sombra de su antecesor, Bernardo O'Higgins, y por parte de quien ejerció el poder real tras su caída, Diego Portales. Al contrario que O´Higgins, Freire contó con una sólida popularidad entre sus soldados y la sociedad chilena y fue muy apreciado por los llamados pueblos del sur.
Pese a la historiografía, y gracias al trabajo de diversos historiadores (especialmente Gabriel Salazar), su figura ha sido objeto de un nuevo y renovado análisis, donde emerge por su papel como dirigente en el proceso de organización del recién independizado Chile pasando de ser de una mediocre y gris figura a ser considerado uno de los más importantes, sino el más importante por su defensa de los intereses regionales de las provincias (llamada los pueblos) frente al centralismo mercantil del empresariado de la capital. 

## Primeros años
Fue hijo de Francisco Antonio Freire y Paz y de Gertrudis Serrano y Arrechea. A los 16 años y después de la muerte de su padre, Freire se dirigió a Concepción y se ocupó como dependiente de una casa de comercio. Ingresó al ejército como cadete en 1811, enrolándose en el escuadrón Dragones de la Frontera. Ascendió a teniente en 1813. Participó en las batallas de Huilquilemu, Talcahuano, El Quillo y El Roble. Ascendido a capitán, participó en la Batalla de Rancagua, el 1 y 2 de octubre de 1814, que significó la derrota de las fuerzas patriotas, debiendo exiliarse en Buenos Aires. En dicha batalla, rescató a O´Higgins con su cuerpo de caballería de una segura captura por parte de los realistas.
En Buenos Aires se incorporó a la escuadra corsaria del almirante Guillermo Brown, que realizó diversas correrías por el océano Pacífico. En 1815 sufrió un naufragio en el cabo de Hornos, salvándose a duras penas. En 1816 se unió al Ejército de los Andes, al mando del general José de San Martín. Este lo envió a tomar la ciudad de Talca, venciendo con cien hombres a la guarnición, el 11 de febrero, en la víspera de la Batalla de Chacabuco. El 9 de marzo se apoderó de Linares, y siete días después ocupó Chillán. Participa en el Combate de Cerro Gavilán, en Concepción, el 5 de mayo de 1817. En diciembre de ese año hizo apresar al patriota y bandolero José Miguel Neira, aliado incondicional de Manuel Rodríguez Erdoíza, le sometió a juicio sumario por actos de pillaje y violación grupal en una hacienda y lo hizo fusilar en la plaza de Talca.
Tuvo una destacada participación en la Batalla de Maipú, y tras la destrucción del ejército realista, fue nombrado Intendente de Concepción el 25 de enero de 1819, cargo que ejerció hasta 1823. Participó de la Segunda campaña al sur de Chile y finalizada esta, combatió y derrotó al bandido realista Vicente Benavides (en la Alameda de Concepción), el 25 y 27 de noviembre de 1820. Por sus méritos en el proceso independentista se le cedió una ex propiedad jesuita en el Itata, la estancia Cucha Cucha era una pequeña hacienda y viñedos situada en una lomada de escasa altura, cuya extensión era de más de 3.000 cuadras (unas casi 2000 hectáreas) y estaba ubicada sobre la margen norte del río Ñuble, entre el Membrillar y Chillán, y al norte de Quinchamalí.
En 1823, se declaró en contra del gobierno de Bernardo O’Higgins debido a su postura de abandono del ejército patriota constituido por gente sureña, y tras dirigir un movimiento insurreccional desde las provincias, O'Higgins se vio obligado a abdicar el poder en una junta de tres personas de la ciudad de Santiago. La Asamblea Constituyente le nombró Director y Jefe Supremo suplente del Estado, asumiendo el mando de forma interina 4 de abril de 1823 y en propiedad el 21 de agosto. Freire post Juicio de residencia,  ante la disyuntiva según las leyes de ejecutar o exiliar, determinó el destierro honorable de O´Higgins.

### Matrimonio e hijos
Contrajo matrimonio en Santiago, el 1 de octubre de 1826 con Manuela Caldera Mascayano, quien lo llamaba cariñosamente "Moncho" y con quien tuvo cuatro hijos: Liborio Ramón, Juan Zenón, Amable y Francisco de Paula.

## Gobierno de Freire

### Director supremo (1823-1826)

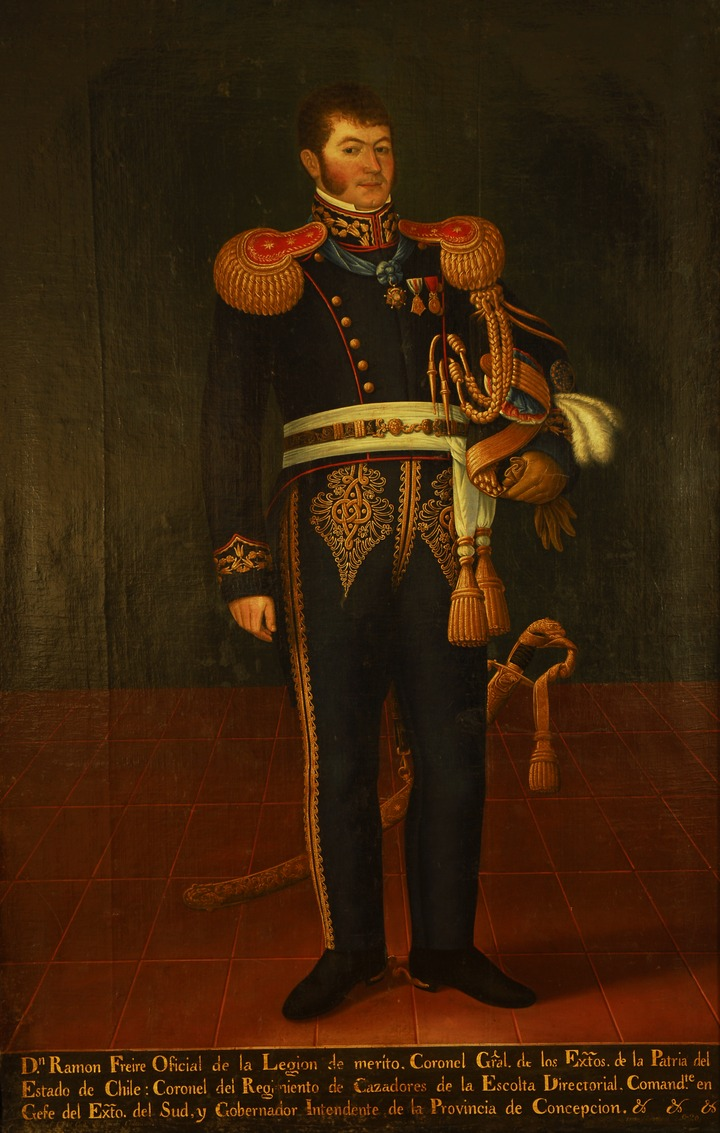
Ramón Freire Serrano.

El 12 de agosto de 1823 se formó un Congreso Constituyente, que confirmó al general Freire en el poder. El 27 de diciembre de 1823 se dictó una nueva constitución, que tenía por autor principal a Juan Egaña. Este texto normativo fue conocido como la constitución moralista y sus complejos sistemas de funcionamiento la hicieron impracticable. Debido a esto nunca sus disposiciones fueron llevadas a efecto, hasta el punto que, por sucesivos decretos, fue parcialmente suspendida su aplicación y casi totalmente derogada.
Al iniciar su gobierno dio término al juicio de residencia de su antecesor Bernardo O’Higgins, a quien le permitió salir del país a su exilio en Perú de forma honorable. Durante su gobierno se sancionó la ley que abolió de forma definitiva la esclavitud y firmó el Decreto Supremo que cambiaba la palabra Patria en los documentos oficiales por el nombre de Chile.
Realizó una primera expedición a la Isla de Chiloé, que se mantenía todavía en poder de la Corona Española, bajo el mando del coronel Antonio de Quintanilla. A pesar de algunos triunfos del coronel Jorge Beauchef, después de la batalla de Mocopulli la expedición devino en un fracaso y a finales de abril las tropas regresaban derrotadas a Talcahuano y Valparaíso.
Durante esos años se aceptó entregar el estanco del tabaco a la sociedad Portales, Cea y Cia., lo que tendría impensadas consecuencias políticas y sociales en el futuro. En julio dimitió al cargo de Director Supremo, pero el Congreso (para que se mantuviera en el poder) lo autorizó suspender los efectos de la Constitución de 1823. El 14 de noviembre, Freire partió al mando de 2500 hombres para conquistar Chiloé. Tras las batallas de Pudeto y Bellavista, los realistas se rindieron y el 19 de enero se firmó solemnemente el Tratado de Tantauco, por el que se incorporó el archipiélago a la soberanía de Chile.
Debido a la agitación política que encontró a su regreso, renunció al mando, siendo elegido Manuel Blanco Encalada como primer presidente de Chile.

### Presidente de la República (1827)
Tiempo después, Ramón Freire volvería al gobierno de forma breve, esta vez con el título de Presidente de Chile.
El proceso de federalización de Chile resultó ser un fracaso debido a la inaplicabilidad de sus normas, provocando la renuncia del primer presidente de Chile, Manuel Blanco Encalada. Su vicepresidente Agustín de Eyzaguirre, como presidente interino, intentaría continuar con el proceso de federalización sin mucho éxito. En enero de 1827 sería derrocado en un golpe de Estado liderado por Enrique Campino, que buscaba poner a Francisco Antonio Pinto como Presidente y a Campino como vicepresidente. Cabe decir que Pinto no tenía conocimiento ni participación en la revuelta. La sublevación fue finalmente sofocada por el Ejército en mando de Ramón Freire a pedido del Congreso Nacional.
Siendo necesario otro proceso constituyente, el Congreso Nacional nombró a Ramón Freire como presidente provisional el 25 de enero de 1827. Para legitimar al nuevo gobierno, se convocaron a elecciones en febrero de ese año. Por aquel entonces, los presidentes eran escogidos por el Congreso Nacional y Ramón Freire ganó las elecciones con 77,08% de los votos, siendo el resto abstenciones.
Aunque con mandato legal, Ramón Freire actuaría como un presidente provisional, convocando a la Comisión Constituyente para iniciar un nuevo proceso de crear una constitución para Chile. Al crearse esta Comisión, Freire renuncia al cargo de Presidente el 5 de mayo de 1827, dejando a cargo a su vicepresidente Francisco Antonio Pinto.

## Guerra Civil y exilio

### Instauración de la República Conservadora

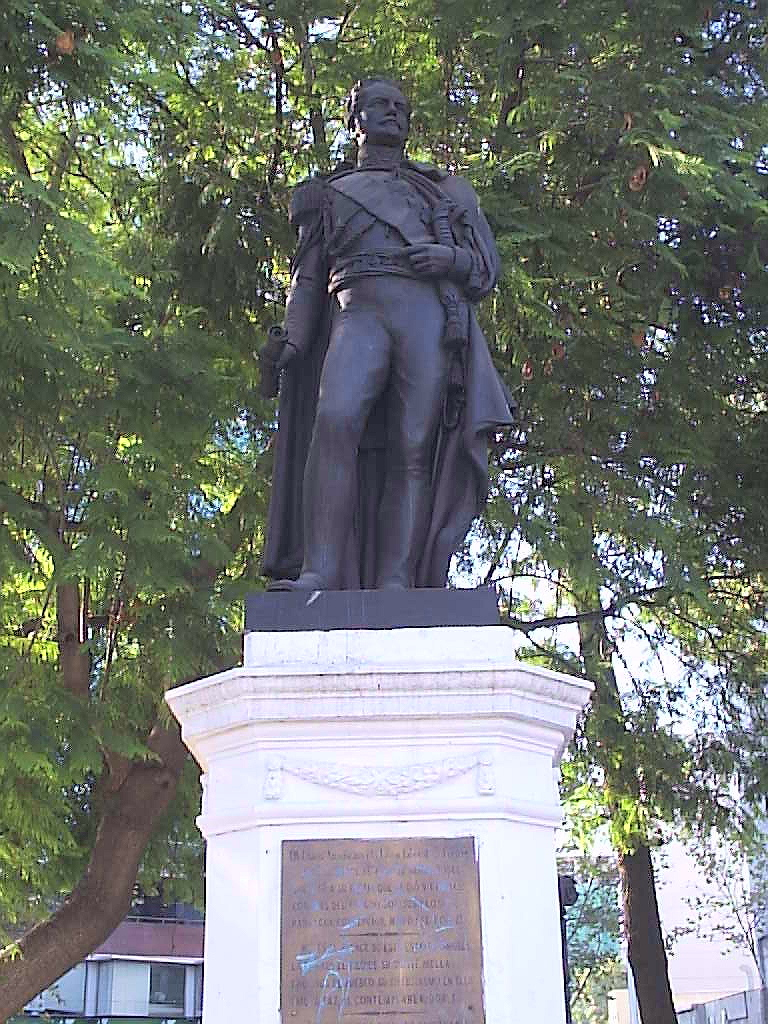
Estatua en memoria de Ramón Freire Serrano en La Alameda. Esculpida por el inglés Josuah Mason e inaugurada el 21 de septiembre de 1856.

Se retiró en su hacienda de Cachagua y permaneció alejado de la política hasta 1829. Tras la sublevación dirigida por el general Prieto en el sur del país, Freire nuevamente regresa a la arena política. 
Instaurada una Junta de Gobierno en Santiago, ésta cede el poder al Presidente del Senado, Francisco Ruiz-Tagle Portales. Frente a esto, el general Freire intentó poner orden en la situación, no reconociendo al gobierno instaurado. Si bien en un principio se negó a participar, finalmente tomaría el mando de las tropas y sería derrotado en la batalla de Lircay.

### La Expedición de Freire
Fue dado de baja y desterrado a Perú. En circunstancias extrañas para la época, Freire consiguió adquirir por intermedio de terceros el arriendo de dos buques de guerra de la Confederación Perú-Boliviana. Si bien el único propósito que Freire tendría con esos buques era derrocar al gobierno de Prieto, existe discusión acerca de si Orbegozo y Santa Cruz conocían de la proximidad de estos planes. Algunos alegan por su desconocimiento, mientras otros los hacen culpables de estar detrás del financiamiento de la expedición.
Así, el "Orbegozo" y el "Monteagudo" partieron hacia Chile. La expedición de Freire tuvo como objetivo llegar a la Isla Grande de Chiloé, establecer su autoridad en esa parte del país y someter el territorio chileno continental, aprovechando la gran resistencia que generaba el régimen despótico que se impuso tras Lircay. Si bien el "Orbegozo" cumplió su objetivo al capturar uno de los fuertes más importantes del archipiélago, el Monteagudo se sublevó y se entregó a manos gubernamentales. Freire, quien no sabía de estos acontecimientos, fue engañado por la tripulación rebelde del "Monteagudo", tomado prisionero y confinado al archipiélago Juan Fernández por órdenes directas de Portales.

## Destierro en la Polinesia
Al fracasar la expedición, fue condenado a muerte por Portales y expropiada su hacienda Cucha-Cucha, su abnegada esposa Manuela arguyó vehementemente en su defensa y  se le redujo la sentencia a 10 años de destierro en Juan Fernández. Con el inicio de las hostilidades con la Confederación Perú-Boliviana, en 1837 fue trasladado en la goleta Colo Colo a Australia y de ahí se trasladó a Tahití para estar más cerca de Chile, circunstancias en que ofició de representante de la Reina Pomaré entre 1838 y 1839 ante el almirante francés Du Petit-Thouars, evitando la anexión a cambio del protectorado. Freire fue presentado por el comerciante belga Jacques Antoine Moerenhout, de gran influencia en la corte y que finalmente lograría establecer en las islas la libertad religiosa. Freire llegó a la isla en septiembre de 1837 y permanecería en ella hasta octubre de 1839, fecha en que supo del triunfo en la batalla de Yungay. Regresó a Chile en 1842, gracias a una ley de amnistía, del Gobierno del  Presidente General Manuel Bulnes Prieto y se retiró a la vida privada. Falleció el 9 de diciembre de 1851 de causas no especificadas a sus 64 años, su esposa falleció 10 años despúes.

## Nueva interpretación sobre su figura

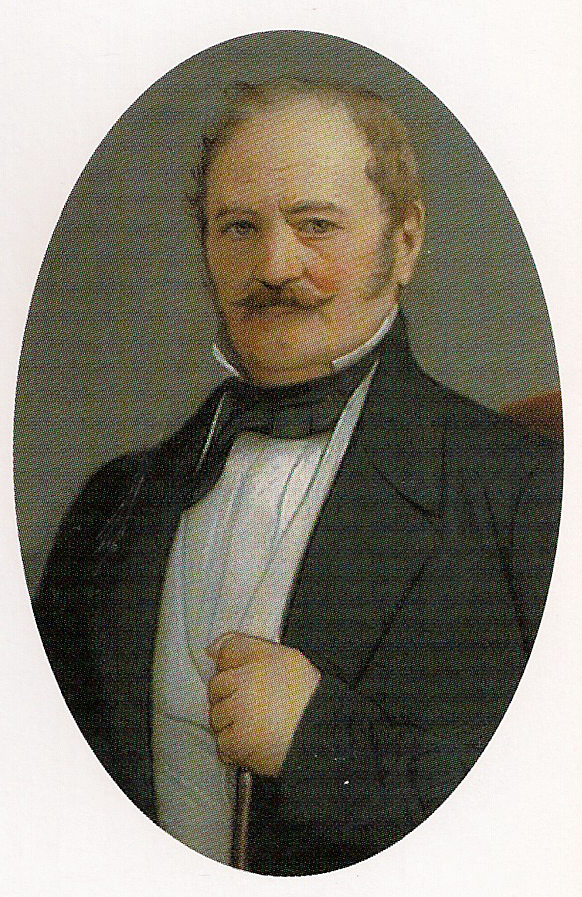
Fotografía coloreada de Ramón Freire Serrano.

Algunos estudios más recientes, como el del premio nacional de historia Gabriel Salazar, han reivindicado la figura de Ramón Freire. Señala Salazar que Freire era:

...[u]n general que tuvo una hoja de triunfos militares más nutrida que la de O'Higgins y Carrera, y un estadista que se jugó entero (sorteando con sorprendente habilidad, durante seis años, las múltiples trampas que le tendió el patriciado mercantil de Santiago) para que 'los pueblos' (las comunidades productoras) pudiesen construir libre, deliberada y democráticamente, el tipo de Estado que necesitaban para su desarrollo.
Freire no fue dictador como O'Higgins –pese a que también fue designado Director Supremo-. Ni conspirador golpista como Portales, pudiendo haber dado golpes militares en más de una oportunidad (gozaba de enorme popularidad entre los militares y de gran confianza en la ciudadanía provincial) o haberse aferrado al poder (abdicó voluntariamente no una, sino varias veces, y fue llamado otras tantas al gobierno, por todos los sectores). No hay duda de que fue, ante todo, un militar con conciencia ciudadana y un liberal demócrata permanentemente preocupado de que la soberanía popular tuviera la mejor oportunidad para ejercer por sí misma su poder constituyente. No ha habido militar en toda la historia de Chile que haya actuado con semejante ética política.
Gabriel Salazar

- Su sobrino, Nicolás Freire González, peruano de nacimiento, no solo lo acompañó en sus intentonas revolucionarias en Chile, sino que también combatió en el bando confederado durante las campañas de 1837 a 1839.[12] Otro miembro de su familia peruana, el capitán de Fragata Ramón Freire Goytizolo, sirvió en la Marina de Guerra del Perú durante la Guerra del Pacífico a bordo del Monitor Huáscar.[13] En el Combate Naval de Iquique fue herido en la pierna izquierda.[14]

## Distinciones y condecoraciones
- Teniente General de los Ejércitos de la Patria (08 AGO.1823)
- Capitán General de los Ejércitos de la Patria (19 JUL.1826)
- Gran oficial de la Legión de Mérito de Chile ( Chile).

| Predecesor: Bernardo O'Higgins                                             | General en Jefe del Ejército de Chile 1823 - 1830             | Sucesor: José Joaquín Prieto                                           |
| Predecesor: Agustín Eyzaguirre Arechavala Director de la Junta Gubernativa | Director Supremo Provisorio 4 de abril - 13 de agosto de 1823 | Sucesor: Él Mismo Director Supremo                                     |
| Predecesor: Él Mismo Director Supremo Provisorio                           | Director Supremo 13 de agosto de 1823 - 9 de julio de 1826    | Sucesor: Manuel Blanco Encalada Presidente Provisional de la República |
| Predecesor: Agustín Eyzaguirre Arechavala Vicepresidente                   | Presidente Provisional 25 de enero - 15 de febrero de 1827    | Sucesor: Él Mismo Presidente de la República                           |
| Predecesor: Él mismo Presidente Provisional                                | Presidente de Chile 15 de febrero - 8 de mayo de 1827         | Sucesor: Francisco Antonio Pinto Díaz Vicepresidente                   |